# 真木延甫
真木 延甫（まき のぶまさ、生年不明 - 1934年（昭和9年））は、日本の建築技師。
1927年（昭和2年）竣工の秩父宮邸、1931年（昭和6年）竣工の高松宮邸などの宮邸や1933年（昭和8年）竣工の済寧館の構造設計を担当した。